# Suzuki Shinji
Shinji Suzuki (sinh ngày 29 tháng 8 năm 1986) là một cầu thủ bóng đá người Nhật Bản.

## Sự nghiệp câu lạc bộ
Shinji Suzuki đã từng chơi cho Shimizu S-Pulse và Rosso Kumamoto.